# I Saw Her Again
I Saw Her Again is een nummer van de Amerikaanse zanggroep The Mamas & the Papas uit 1966. 

## Achtergrond
Het werd geschreven door bandleden John Phillips en Denny Doherty. De inspiratie voor het nummer lag bij Doherty's korte affaire met Michelle Phillips. Deze affaire, alsmede die tussen Michelle Phillips en Gene Clark van The Byrds had als gevolg dat zij tijdelijk uit de groep gezet werd. Producent Lou Adler heeft in een interview aangegeven dat dit nummer gemaakt is met de muziek van de Beatles in het achterhoofd.
De single behaalde de vijfde plek in de Billboard Hot 100, de elfde plek in de UK Singles Chart en verder de top 10 in Australië, Canada, Nieuw-Zeeland en Zuid-Afrika.

## NPO Radio 2 Top 2000
| Nummer met noteringen in de NPO Radio 2 Top 2000 | '00  | '01  | '02  | '03 | '04  |
| ------------------------------------------------ | ---- | ---- | ---- | --- | ---- |
| I Saw Her Again                                  | 1326 | 2000 | 1977 | -   | 1589 |

1. ↑  Een '-' betekent dat het nummer niet was genoteerd en een vetgedrukt getal geeft de hoogste notering aan.
2. ↑  2000 was het eerste jaar met een notering voor dit nummer.
3. ↑  Deze tabel is bijgewerkt tot en met de laatste editie (2024).